# Dolicheremaeus ohmensis
Dolicheremaeus ohmensis är en kvalsterart som beskrevs av Aoki 2003. Dolicheremaeus ohmensis ingår i släktet Dolicheremaeus och familjen Tetracondylidae. Inga underarter finns listade i Catalogue of Life.